# Golfplatz

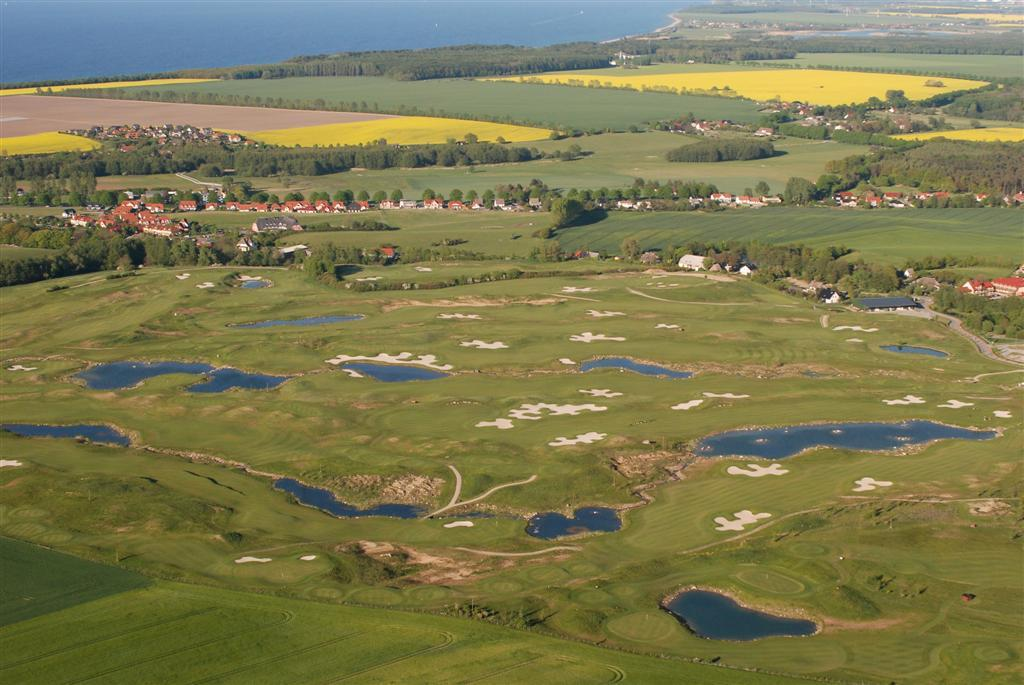
Luftbild Golfplatz Wittenbeck, gelegen an der Ostsee in Mecklenburg

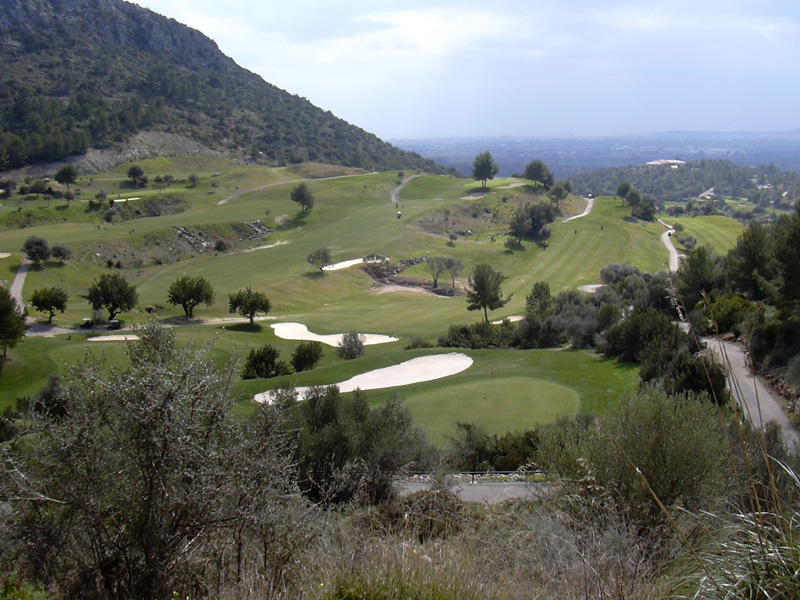
Einige Spielbahnen des Golfplatzes Son Termens, Mallorca

Übersicht über die Spielbahnen des Golfplatzes Atalaya Park, Old course in Estepona, Spanien

Ein Golfplatz ist ein Areal, auf dem Golf gespielt wird. Es handelt sich somit um eine besondere Form der Sportstätte. Normalerweise wird ein Golfplatz von einem Golfarchitekten entworfen. Wesentliche Elemente sind dabei Abschläge, Fairways und Grüns (mit Loch), die jeweils mit einer Vegetation aus unterschiedlichen Sportrasenarten gedeckt sind. Dazu kommen noch die Bunker (mit Sand gefüllte Senken), Wasserhindernisse (Teiche, Wasserläufe, Biotope oder Sümpfe) und das Rough (ungepflegtes Gelände).

## Etymologie
Im 19. Jahrhundert gab es das Wort „Golf Course“, von dem sich der deutsche Begriff Golfplatz herleitet, noch nicht. Stattdessen sprach man von Links (Golfplätze an den Küsten) und – zunächst durchaus abwertend – Greens (Golfplätze im Landesinneren). Daraus leiten sich auch Begriffe wie Greenkeeper oder Green Fee ab, die sich also nicht nur auf die heute als Grün bezeichnete Puttfläche beziehen, sondern auf den gesamten Golfplatz. Da Linksland nicht in ausreichender Menge vorhanden war, wurden immer mehr Inlandsplätze in immer besserer Qualität gebaut, sodass man mit „Golfing Course“ und später „Golf Course“ einen Oberbegriff einführte.

## Infrastruktur

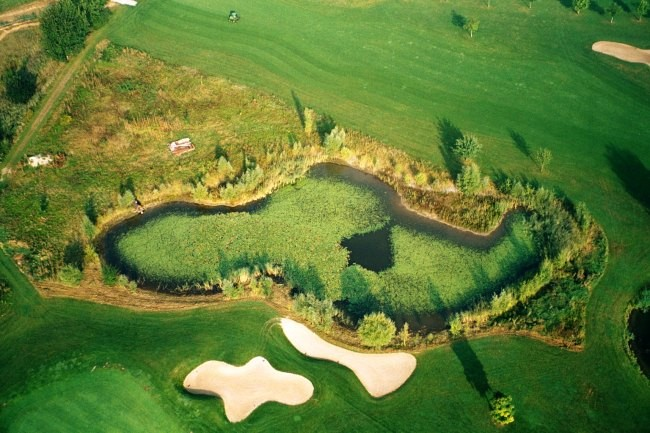
Luftbild des Golfplatzes am Tuniberg bei Freiburg

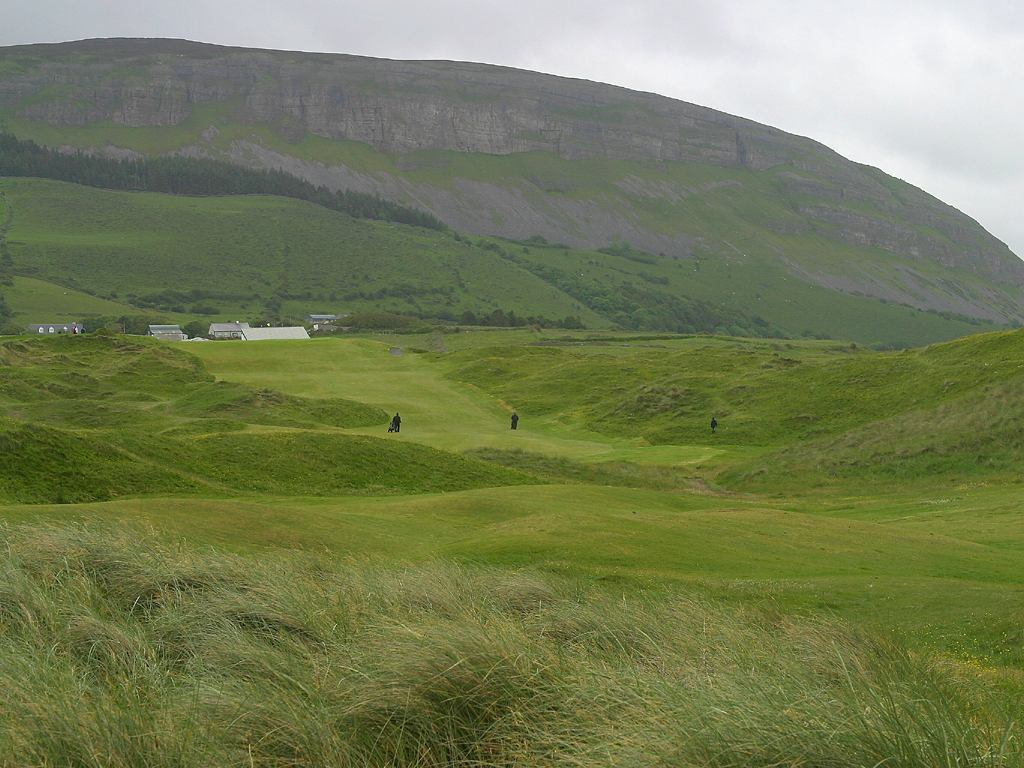
Eine Spielbahn des Golfplatzes Strandhill in Sligo, Irland

Fast alle Golfplätze sind Teil einer Golfanlage, die außer dem Platz selbst auch noch andere Einrichtungen enthält:
- Der Übungsbereich kann eine Driving Range (zum Üben langer Schläge) enthalten, Chipping oder Pitching Grüns (für kurze Schläge), Putting Grüns (zum Üben des Puttens), sowie mehrere Kurzbahnen. Bei 9 oder mehr Kurzbahnen spricht man auch von einem Kurzplatz, der insbesondere Anfängern die ersten Schritte ermöglichen soll.
- Weiterhin gibt es in der Regel ein Clubhaus mit sanitären Anlagen, Umkleideräumen und einer Gaststätte, dem sogenannten „19. Loch“. Auch das Sekretariat und der Pro-Shop (Geschäft für Golfartikel) befinden sich normalerweise im Clubhaus.
- Weitere Gebäude dienen den Greenkeepern zur Unterbringung ihrer Gerätschaften, insbesondere der Rasenpflegemaschinen, sowie dem Caddie-Master. Dieser verwaltet die Golf Carts (Elektroautos für Golfer, die nicht zu Fuß gehen wollen oder können), Leihschläger für Gäste und Spinde der Mitglieder. Außerdem erbringt er bestimmte Dienstleistungen wie kleinere Reparaturen, Reinigung von Golfschlägern oder (daher sein Name) Organisation der Caddie-Truppe, sofern eine solche vorhanden ist. Letzteres ist heutzutage jedoch sehr selten geworden.
- Schließlich gehört zu einer Golfanlage noch ein Parkplatz, der manchmal in Bereiche für Mitglieder und Bereiche für Gäste unterteilt ist.

## Verbreitung
Weltweit gibt es ca. 35.000 Golfplätze und ca. 60 Mio. Golfer, in Deutschland sind es ca. 675.000 Golfer.
In Europa befinden sich per Stand 2021 die meisten Golfplätze in England, genau 2.270 stehen zu Buche. Dahinter rangieren Deutschland (1.050), Frankreich (804), Schweden (552), Schottland (614), Irland (494), Spanien (404), Dänemark (346), Niederlande (330) und Italien (321). In Österreich sind es 157.

## Baukosten
Die Kosten für den Bau eines Golfplatzes betragen in Europa meist zwischen 1,5 und 5,2 Millionen Euro. Das schließt weder die infrastrukturellen Einrichtungen wie Clubhaus, Übungsbereich oder Parkplatz ein noch die benötigten Gerätschaften für die Platzpflege oder den Erwerb bzw. die Pacht des Grundstücks.
Neben Qualitätsunterschieden (Faktor zwei bis drei zwischen geringen und hohen Ansprüchen) schlagen vor allem Standortfaktoren zu Buche: so liegt Osteuropa mit 1,5 Millionen Euro am unteren Ende der Skala, Nord- und Mitteleuropa kommen auf 2,5 und 2,7 Millionen Euro, Großbritannien (3,9 Millionen Euro) und Westeuropa (5,2 Millionen Euro) bewegen sich am oberen Ende. Im Mittleren Osten steigen die Baukosten aufgrund des Wüstenklimas und der höheren Ansprüche der Kunden auf fast 10 Millionen Euro an. Als Untergrenze für einen weitgehend in Eigenregie gebauten, nicht allzu aufwändigen Platz wird eine Million Euro veranschlagt.

## Platzkapazität
Der Deutsche Golf Verband e. V. (DGV) stellt den ihm angeschlossenen Golfclubs bis zu 700 DGV-Ausweise je 9 Loch, bei einer Bahnlänge (Abschlag gelb) > 2.200 Meter zur Verfügung (Kinder und Jugendliche unter 18 Jahren werden dabei nicht mitgezählt). Bei einer Bahnlänge bis 2.000 Meter stellt der DGV 350 DGV-Ausweise zur Verfügung. Bestimmte Kriterien können zu einer Erhöhung dieses Kontingentes führen.

## Routing und Layout
Die Anordnung der Bahnen zueinander und die Spielreihenfolge nennt man das Routing des Golfplatzes. Spricht man hingegen vom Layout, so meint man entweder den inneren Aufbau einer einzelnen Spielbahn oder ganz allgemein die Art und Weise wie der Golfplatz in die Natur eingebettet wurde. Die Anzahl der Golfbahnen auf einem Platz ist immer durch 3 und meist durch 6 teilbar: Eine komplette Golfrunde wird regulär über 18 Löcher, also z. B. 2 × 9 Loch, gespielt. Es gibt also Plätze mit 9, 18, 27, 36 Spielbahnen, wobei die weitaus häufigste Form die mit 18 Löchern ist. Größere Anlagen (z. B. mit 36 Bahnen) verfügen oft über einen separaten Junioren-, Senioren- oder einen Master-Course.

### Traditionelles Routing
Historisch haben sich Golfplätze so entwickelt, dass die ersten neun Löcher weg vom Clubhaus führten („out“) bis zum maximal entfernten Punkt des Golfplatzes. Dort kehrte man um und spielte neun Löcher wieder zurück („in“) zum Clubhaus. Die Vorstellung dabei war, dass man neun Löcher in den Wind und neun Löcher mit Rückenwind spielte. Da der Golfsport sich an den windigen Küsten Schottlands entwickelte, waren die vorherrschenden Windrichtungen ein wichtiger Faktor bei der Planung des Routings.

### Modernes Routing

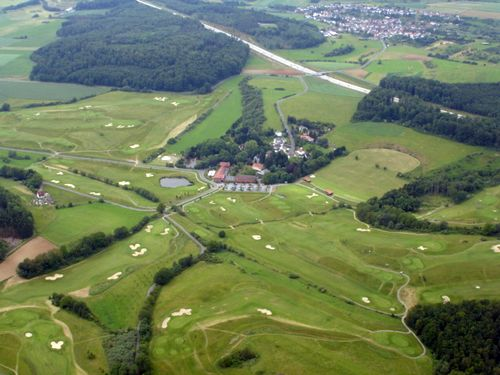
Der Golfplatz Winnerod ist ein typisches Beispiel für einen Platz mit modernem Routing

Heute steht das Clubhaus oft in der Mitte des Golfplatzes, sodass dort jeweils eine Schleife von neun Löchern beginnen und auch wieder enden kann. So hat man alle zwei Stunden (das ist die ungefähre Spielzeit für neun Bahnen) die Möglichkeit zu entscheiden, ob man aufhören möchte. Auch können Spieler, die ein kürzeres Golfvergnügen suchen, nur 9 Loch spielen – viele Anlagen bieten dazu an, entweder Loch 1–9 oder 10–18 zu spielen. Bei geschickter Planung können 27 Löcher, also drei 9-Loch-Schleifen, um ein Clubhaus herum gebaut werden. Das hat den Vorteil, dass man auf 18 Loch ein Turnier abhalten kann und immer noch neun Loch zur Verfügung hat für Spieler, die nicht an dem Turnier teilnehmen wollen.

## Par
Golfbahnen (auch verkürzt „Löcher“ genannt) werden entsprechend ihrer Länge in folgende Kategorien eingeteilt:

### Par-3-Löcher
Auf Par-3-Löchern sollte der Spieler idealerweise mit drei Schlägen den Ball eingelocht haben. Sie sind so angelegt, dass der Spieler das Grün mit dem ersten Schlag erreichen kann. Es muss also eine gerade Linie vom Abschlag bis zum Grün geben. Mit zwei weiteren Putts soll dann der Ball eingelocht sein. Die Länge beträgt für Herren bis zu 229 Meter (250 Yards) und für Damen bis zu 192 Meter (210 Yards). Ein 18-Loch-Golfplatz hat meist vier dieser kurzen Bahnen.

### Par-4-Löcher
Auf Par-4-Löchern sollte der Spieler idealerweise mit vier Schlägen eingelocht haben. Der Ball wird abgeschlagen, landet auf dem Fairway und soll dann mit dem zweiten Schlag auf das Grün geschlagen werden. Mit zwei Putts soll der Ball dann eingelocht werden. Insofern muss es keine gerade Linie mehr vom Abschlag bis zum Grün geben, das Fairway darf einmal abknicken. Dieser Knick oder auch eine Spielbahn mit einem solchen Knick wird Hundebein oder Dogleg genannt. Die Länge dieser Bahnen liegt für Herren zwischen 230 und 430 Meter (470 Yards), für Damen zwischen 193 und 366 Meter (400 Yard). Par-4-Löcher machen den Großteil eines Golfplatzes aus, normalerweise 10 von 18 Löchern.

### Par-5-Löcher
Auf Par-5-Löchern sollte der Spieler idealerweise mit fünf Schlägen eingelocht haben. Der Ball wird abgeschlagen, einmal auf dem Fairway weitergespielt und mit dem dritten Schlag auf das Grün gebracht. Hinzu kommen wiederum zwei Putts. Par-5-Löcher dürfen deshalb bis zu zwei Doglegs haben, bei überdurchschnittlicher Länge führen sie aber in der Regel geradeaus. Par-5-Löcher messen für Herren ab 431 Meter, für Damen ab 367 Meter.
Ein 18-Loch-Golfplatz hat meist vier dieser langen Bahnen.

### Par 6 oder mehr
In sehr seltenen Fällen gibt es Löcher mit einem Par von sechs oder mehr. Das hat in der Regel publikumswirksame Gründe, bei Profiturnieren und auch im semiprofessionellen Amateurbereich beschränkt man sich fast immer auf Par 3, 4 und 5. In Europa gibt es zehn Par-6-Löcher: Das längste ist die Bahn 17 auf dem Golfpark Karlsruhe Gut Batzenhof in Deutschland (740 Meter). Das zweitlängste findet man im Penati Golf Resort in der Slowakei (716 Meter). Das drittlängste befindet sich auf dem Platz des Golfclubs Limpachtal in der Schweiz (666 / 552 Meter), das viertlängste ist das achte Loch (660 / 589 Meter) des Tölzer Golfclubs in Deutschland. Ein weiteres befindet sich auf dem PGA New Course des Golfclubs Himmerland in Dänemark (621 / 547 Meter), eines auf dem Kungälv Kode GK in Schweden (651 / 625 Meter) und eines auf dem Daycourse des Golfclubs Frühling / Götzendorf in Österreich (614 / 594 Meter). Seit August 2021 findet man auch in Berlin ein Par 6 (634 / 562 Meter) im Golfresort Pankow. Inzwischen gibt es auch auf dem Golfplatz Siek/Ahrensburg mit der Bahn C2 eine weitere Par-6-Bahn mit einer Länge von 622 bzw. 525 Metern. Auf dem 9-Loch-Platz des Märkischen Golf Club e. V. in Hagen gab es im Jahr 2023 die Par-6-Bahn 4 / 13 (601 / 534 Meter), die für eine komplette 18-Loch-Golfrunde zwei Mal gespielt werden musste. Auf der Asian Tour wurde im Jahr 2005 ein über 800 Meter langes Par 6 gespielt, was bei Traditionalisten Kritik hervorrief.

## Spielbahn

Typische Elemente einer Spielbahn: 1 = Abschlag, 2 = Frontaler Wassergraben, 3 = Rough, 4 = Aus, 5 = Bunker, 6 = Wasserhindernis, 7 = Fairway, 8 = Grün, 9 = Flagge, 10 = Loch

Alle Zahlen in diesem Abschnitt stammen von der GCSAA (Golf Course Superintendents Association of America) und wurden über den Durchschnitt aller Turnierplätze der amerikanischen Profitouren ermittelt.

### Abschlag

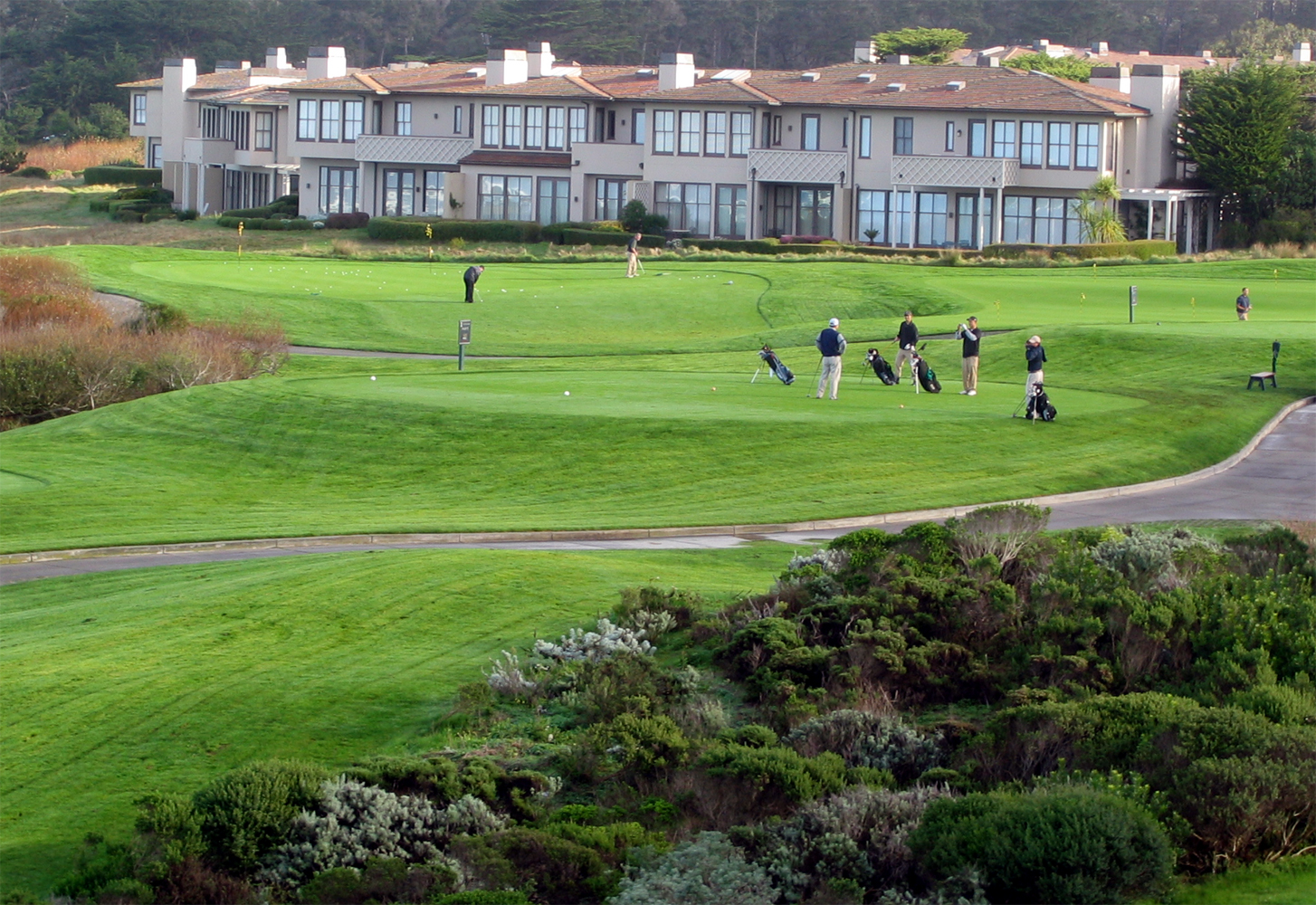
Abschlag mit einem Vierer-Flight, im Hintergrund links Übungsgrün (für Chips und Annäherungsschläge) und rechts Putting-Green

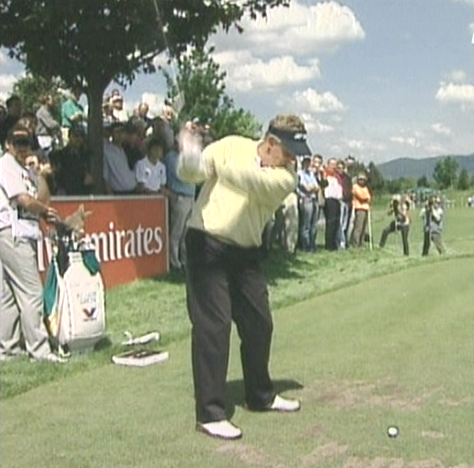
Colin Montgomerie beim Abschlag (Austrian Open 2006)

Ein Abschlag (englisch tee oder tee box) ist der Ort, an dem das zu spielende Loch beginnt. Der Abschlag ist eine rechteckige Fläche, zwei Schlägerlängen tief, deren Vorder- und Seitenbegrenzungen durch die Außenseiten von zwei Abschlagmarkierungen bezeichnet werden. Ein Ball befindet sich außerhalb des Abschlags, wenn er vollständig außerhalb liegt.
Der Abschlag ist in anderem Zusammenhang auch
a) nach dem Vorgabensystem die Fläche von maximal 10 Meter vor und hinter dem Messpunkt, innerhalb derer die Abschlagmarkierungen von der Spielleitung platziert werden müssen, damit vorgabenwirksam gespielt werden kann, und
b) im Golfplatzbau das eigentliche Bauwerk auf einem Loch, das dann auch mehrere Abschläge im Sinne des Vorgabensystems bzw. der Erklärung beinhalten kann. Diese Abschlagflächen sind eher eben und oft leicht, manchmal gar nicht oder im Einzelfall sehr stark erhöht.
c) der erste Schlag (vom Abschlag aus)
Zum Abschlagen wird der Golfball oft auf einen kleinen Stift, das sogenannte Tee, gesetzt. Das Tee ist ein Hilfsmittel, das dazu bestimmt ist, den Ball über
den Boden zu erheben; es darf nicht länger als 101,6 mm sein.
Ein Golfplatz muss an jeder Spielbahn mindestens zwei Zählspielabschläge haben. Diese werden als vorderer bzw. hinterer Standardabschlag bezeichnet und tragen eine rote (Damen) bzw. gelbe (Herren) Markierung. Zusätzlich können weitere Zählspielabschläge mit verkürzter Länge für Spieler mit höheren Vorgaben oder mit größerer Länge für erfahrene Spieler eingerichtet werden. Vereinzelt kann ein Platz zusätzlich schwarze Abschläge als Meisterschaftsabschläge für Herren haben, die eine Länge von mindestens 6.300 Meter haben müssen. Es ist Sache jedes einzelnen Golfclubs, welche Abschläge er baut und bewerten (engl. „raten“) lassen will. „Gelb“ für Herren und „Rot“ für Damen sind verbindlich vorgeschrieben. Alle anderen Farben und Kombinationen können nach dem sportlichen Anspruch und dem Ausmaß des Spielbetriebs angelegt werden. Da über die Positionierung der Abschläge die Gesamtlänge der zu spielenden Bahn festgelegt wird, ist die Idee dabei, dass jeder Spieler von den Abschlägen spielen soll, die seinem Spielvermögen entsprechen, ihn also weder unter- noch überfordern.
Beim Abschlagen des Balls entstehen häufig Schäden auf der Abschlagfläche, sogenannte Divots. Diese Schäden in der Grasnarbe werden durch Nachsaat und Düngung wieder repariert. Die herausgeschlagenen Rasenstücke sollen nicht, wie auf dem Fairway üblich, wieder zurückgelegt werden, da der nächste Spieler sonst ausrutschen könnte, wenn er die schadhafte Stelle nicht bemerkt. Um die Fläche gleichmäßig zu belasten, werden die Abschlagsmarkierungen innerhalb der Abschlagsfläche regelmäßig versetzt. Somit kann auch die Länge der einzelnen Spielbahnen von Tag zu Tag um ein paar Meter variieren.
Abschläge machen etwa 2 % der Gesamtfläche eines Golfplatzes aus, das Gras wird auf eine Höhe zwischen 5 und 10 mm geschnitten.

### Fairway

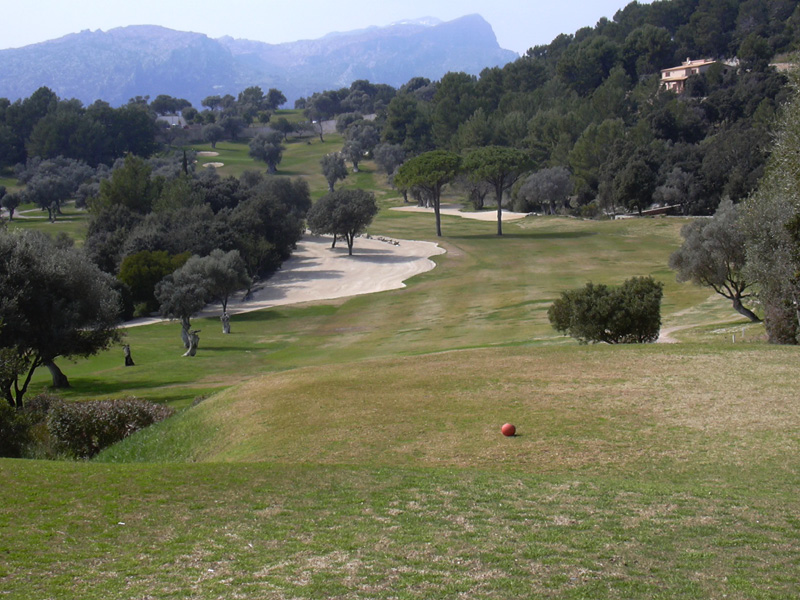
Das 9. Fairway des Golfplatzes Pollença, Mallorca, vom Abschlag aus gesehen. Auf Höhe der zwei Bäume auf dem Fairway befindet sich ein Dogleg nach links. Zum Grün hin knickt dieses Par 5 Loch erneut nach rechts ab.

Das Fairway ist der kurz gemähte Bereich einer Spielbahn zwischen Abschlag und Grün und nimmt somit unter den bespielbaren Flächen des Golfplatzes den größten Raum ein. Fairways können gerade verlaufen oder bis zu zwei Doglegs aufweisen (siehe dazu das nebenstehende Bild). Gelegentlich wird ein Fairway auch unterbrochen von Gräben, Wegen, Rough-Flächen, Seen oder anderen Elementen, die überspielt werden müssen. In seltenen Fällen gibt es sogar zwei Fairways, die auf verschiedenen Wegen zum Grün führen.
Der Bereich zwischen dem Fairway und dem umliegenden, nicht gemähten Bereich wird als „Semirough“ bezeichnet. Hier wird zwar regelmäßig gemäht, das Gras steht jedoch höher als auf dem Fairway und erfordert somit einen technisch anspruchsvollen Golfschlag.
Aus spieltechnischen Erschwernisgründen sind die Fairways häufig an strategischen Punkten mit Bunkern ausgestattet. Da Schläge aus dem Sand fast immer deutlich kürzer ausfallen als Schläge vom Fairway, sind diese Fairwaybunker bei vielen Golfern gefürchtet. Sie liegen aber in der Regel so weit weg vom Abschlag, dass ein schlechterer Spieler sie gar nicht erreichen kann. Bei einem besseren Spieler, der einen entsprechend langen Abschlag ausführen kann, geht man davon aus, dass er die spezielle Technik des Schlages aus dem Fairwaybunker beherrscht.
Zu den meisten modernen Golfplätzen gehört eine Drainage unterhalb der Grasnarbe und eine Beregnungsanlage für Fairways und Grüns. Der Wasserverbrauch in südlichen Ländern liegt bei bis zu 10 mm, d. h. 10 Liter pro Quadratmeter und wird von manchen Umweltschützern als Verschwendung wertvoller, natürlicher Ressourcen kritisiert. Manchmal werden Golfplätze aber auch absichtlich nicht oder nur wenig gewässert, beispielsweise im Vorfeld eines Profiturniers, wenn besonders schwierige Spielbedingungen geschaffen werden sollen. In Großbritannien und klimatisch vergleichbaren Regionen wird generell weniger gewässert, die dortigen Spieler sind harte und schnelle Fairways gewohnt. Andernorts, insbesondere in den USA, ist diese Akzeptanz geringer, es wird ein jederzeit grüner und weicher Golfplatz erwartet.
Fairways machen etwa 23 % der Gesamtfläche eines Golfplatzes aus, das Gras wird auf eine Höhe zwischen 8 und 12 mm geschnitten.

### Grün

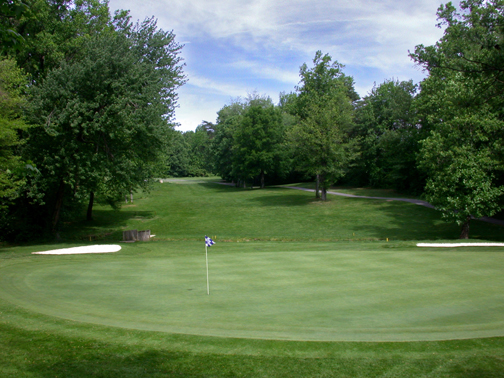
12. Grün auf dem West Course, Andrews Air Force Base, USA

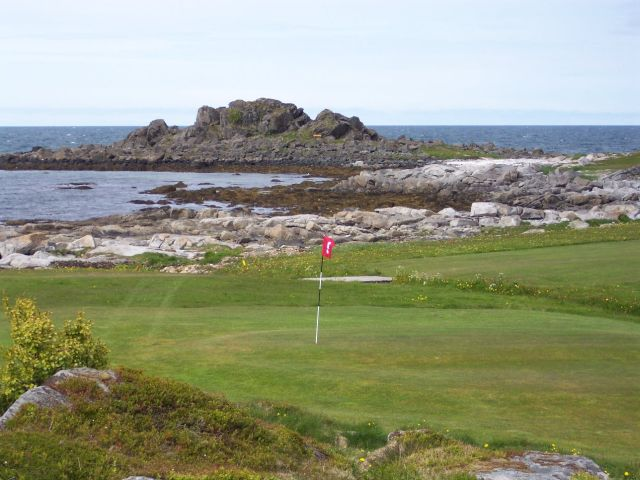
Grün auf einem Golfplatz auf den Lofoten

Das Grün (engl. Green) ist der Zielbereich beim Golf. Hier wird der Ball nicht durch die Luft geschlagen, sondern mit dem Putter über das Grün in Richtung Loch gerollt.
Die Fläche eines einzelnen Grüns beträgt etwa 300 bis 1000 m², wobei der Durchschnitt bei etwa 550 m² liegt. Das Grün wird im Sommer täglich geschnitten und gewässert, im Winter wird es bei Frost gesperrt, da sonst Schäden auftreten können. In diesem Fall werden manchmal Ersatzgrüns, die sogenannten Wintergrüns, auf dem Fairway angelegt.
Die Geschwindigkeit, die ein Ball beim Rollen über das Grün erreicht, wird mit einem Stimpmeter ermittelt. Dabei handelt es sich um eine standardisierte Schiene, von der ein Ball auf das Grün gerollt wird. Die Anzahl an Fuß, die der Ball dabei zurücklegt, ist dann die Geschwindigkeit des Grüns. Die schnellsten Grüns, wie etwa die in Augusta National, können bis zu 14 auf dem Stimpmeter erreichen, normal sind jedoch 11–12 bei Profiturnieren und 8–10 im Alltagsbetrieb.
Um das Grün schwieriger zu gestalten, werden seitens des Golfarchitekten sogenannte „Breaks“ eingebaut. Hier ist das Grün nicht flach, sondern es weist kleine Erhebungen und Mulden auf. Man spricht dann von einem mehr oder weniger stark ondulierten Grün. Der Ball rollt dort nicht geradeaus, sondern wird durch die Breaks abgelenkt und verändert auch seine Geschwindigkeit anders als auf einer flachen Ebene. Dementsprechend muss beim Putt neben das Loch gezielt werden, damit der Ball in einer Kurve zum Ziel rollt. Das Bestimmen dieser Kurve nennt man „das Grün lesen“, was viel Erfahrung erfordert. Profispieler lassen sich dabei von ihren Caddies helfen.
Der Übergang vom Grün zum Fairway oder Rough wird als Vorgrün (engl. Semigreen) bezeichnet. Hier steht das Gras etwas höher als auf dem Grün, dennoch kann man in aller Regel den Ball noch putten. Um das Grün herum liegen häufig Hindernisse, die „das Grün verteidigen“ (das Anspiel erschweren) sollen. Oft sind das Sandbunker, die äußerst tief sein können, aber auch Wasserhindernisse sind üblich. Ist das Grün an mindestens drei Seiten von Wasser umgeben, nennt man es Inselgrün. Normalerweise betritt man ein solches Grün über eine Brücke, in seltenen Fällen ist sogar eine kleine Bootsfahrt nötig.
Grüns sind aufgrund des extrem kurzen und gleichmäßigen Schnitts die empfindlichsten und teuersten Teile eines Golfplatzes. Aus diesem Grund sind die Golfspieler zur besonderen Schonung des Grüns angehalten. Beschädigungen durch den Ball werden mit Hilfe einer Pitchgabel ausgebessert. Unterhalb der Grasnarbe befindet sich eine 20 cm starke Rasentragschicht, die aus Sand und Oberboden besteht. Diese körnige Tragschicht soll ein Versickern von Oberflächenwasser (Regen bzw. Beregnungsanlage) ermöglichen. Funktioniert diese Drainage nicht, so kann das Grün so weich werden, dass die Golfspieler Fußspuren hinterlassen und das Grün dadurch unbespielbar machen.
Grüns machen etwa 2 % der Gesamtfläche eines Golfplatzes aus, das Gras wird bei Profiturnieren auf eine Höhe zwischen 2,5 und 3,2 mm geschnitten, im Alltagsbetrieb können es auch 4 mm sein. Ein einziger Flight hinterlässt mehrere hundert Fußabdrücke auf dem Grün. Bei Golfturnieren kommt es mit fortschreitendem Spiel während des Tages durch das starke Betreten des Grüns in der Nähe des Loches zu einem Eindellen des Grüns. Auf der Fläche innerhalb eines Radius von etwa 30 cm um das Loch wird das Grün hingegen nicht betreten. Alle Putts müssen demnach stärker geschlagen werden, um die so zustande kommende Erhebung des Loches zu überbrücken.

### Sonderformen des Grüns
Wenn eine regelmäßige Bewässerung nicht gewährleistet werden konnte, wurden früher in vielen Fällen statt der auf Gras basierenden Turf Greens die sogenannten Sand Greens (auch Browns genannt) angelegt. Diese bestanden aus einer Sandschicht, darunter ein lehmiger, geteerter oder gekiester Untergrund, der ein gleichmäßiges Abprallen und Laufen des Golfballes ermöglichte. Jedes Frühjahr wurden diese Grüns mit Altöl getränkt und mit einer neuen Sandschicht versehen, um Winderosion, niederschlagsbedingte Matschbildung und unerwünschten Pflanzenwuchs zu verhindern. Die Puttlinie wurde vor dem Einlochen häufig mit einem Stück Teppich geglättet, das am Flaggenstock befestigt war. Zu Beginn des 20. Jahrhunderts hatten fast alle Golfplätze im Süden und Mittleren Westen der USA Sand Greens, erst neuere Bewässerungstechniken ließen diese nach und nach verschwinden.
In Gebieten extremer Trockenheit werden Sand Greens noch heute verwendet. Das gilt beispielsweise für den weltweit höchstgelegenen Golfplatz (auf etwa 3500 m Höhe), eine 9-Loch-Anlage in Leh, Ladakh, unterhalb des Himalaya-Massivs, die von der indischen Armee betreut wird. Zum Vergleich: der höchstgelegene Golfplatz mit Turf Greens befindet sich in La Paz auf bis zu 3342 Metern Höhe. Eine ganze Reihe von Golfplätzen mit Sand Greens gibt es im australischen Outback.
Beim Eisgolf heißen die Grüns dann entsprechend Whites und bestehen aus fest gewalztem Schnee oder Eis.

### Loch

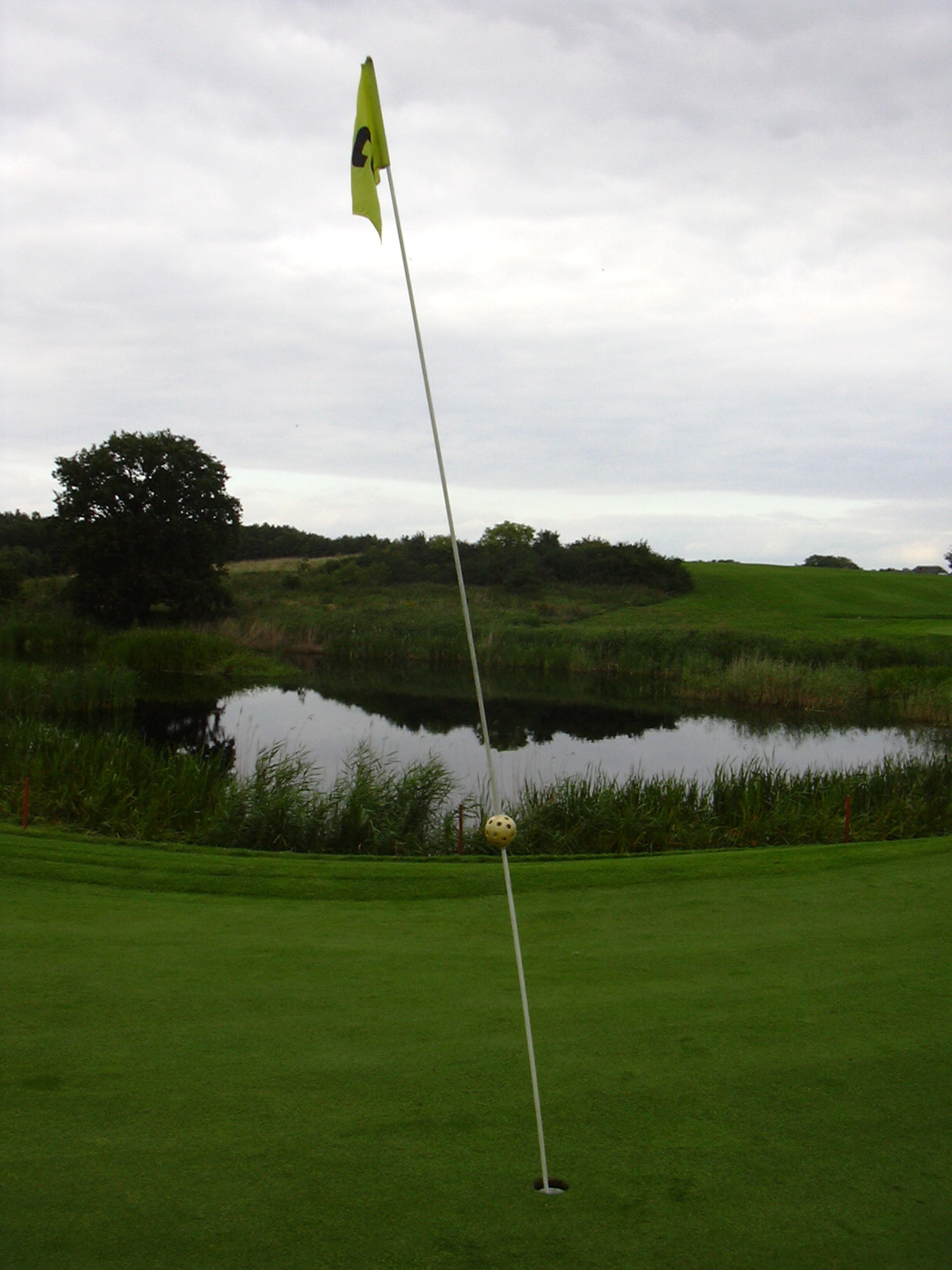
Flaggenstock mit Fahnentuch und Loch

Das Loch ist im Golf das Ziel einer Spielbahn, in das der Ball gespielt werden soll.
Ein solches Loch (engl. „hole“) besteht aus einem in der Oberfläche des Grüns befindlichen zylindrischen Einsatz aus Kunststoff oder Metall, mind. 10 cm (4 Zoll) tief mit einem genormten Durchmesser (108 mm bzw. 4,25 Zoll). In diesem Einsatz steckt der sogenannte Flaggenstock, an dessen oberem Ende eine Fahne befestigt ist, auf der oft die Nummer der Spielbahn steht. Der Flaggenstock markiert das Loch auf dem Grün, sodass der Golfer schon von weitem sieht, welchen Bereich des Grüns er anspielen sollte. Manchmal ist auch die Farbe des Fahnentuchs signifikant, sie kann zum Beispiel anzeigen, ob der Flaggenstock vorne, hinten oder in der Mitte des Grüns steckt. In anderen Fällen bezeichnet die Farbe den Golfplatz, zu dem das Grün gehört, etwa wenn mehrere Golfplätze direkt aneinandergrenzen. Zum Einputten musste früher der Flaggenstock herausgenommen werden, seit 2019 ist es den Spielern freigestellt, die Flagge bei Putten im Loch zu belassen.
Da der Rasen um das Loch herum deutlich stärker strapaziert wird, ist das Loch alle paar Tage vom Greenkeeper zu versetzen. An einer anderen Stelle des Grüns wird ein neues Loch gestochen, in dem dann der Einsatz mit der Fahne platziert wird; das alte Loch wird mit dem herausgestochenen Pfropfen verschlossen. Neben der Schonung des Grüns sorgen die verschiedenen Fahnenpositionen für Abwechslung, da unterschiedliche Stellen des Grüns angespielt werden müssen und man mit anderen Puttlinien konfrontiert wird. Bei mehrtägigen Turnieren werden die Fahnenpositionen normalerweise von Tag zu Tag schwerer gesetzt.
Auch eine Spielbahn wird im Golf „Loch“ genannt, die Bar im Clubhaus wird scherzhaft als „19. Loch“ bezeichnet.

### Rough

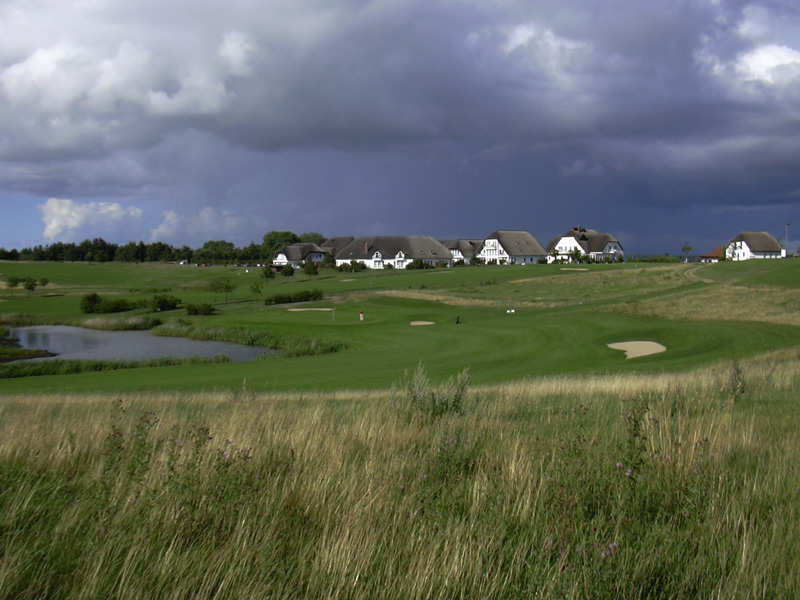
Rough auf dem Golfplatz Balmer See, Usedom, dahinter Fairway und Wasserhindernis

Als Rough (das Raue) werden die Teile eines Golfplatzes bezeichnet, die zwischen den Spielbahnen liegen. Die Rough-Bereiche werden nur zweimal jährlich gemäht und ansonsten in ihrem natürlichen Wuchs belassen. Sie dienen einmal zur optischen Abgrenzung der Spielbahn, sodass der Golfer idealerweise das Gefühl bekommt, sich alleine in der freien Natur zu bewegen. Das Rough, besonders wenn es Bäume und hohes Gebüsch enthält, ist aber auch wichtig als Sicherheitspuffer, da es verschlagene Bälle aufhält, die sonst die Spieler auf der angrenzenden Spielbahn bzw. Spaziergänger außerhalb des Golfplatzes gefährden könnten. Schließlich dient das Rough auch als ökologische Ausgleichsfläche für Pflanzen und Tiere. Wenn das Rough besonders hoch ist (knie- bis hüfthoch), so wird es auch als Hard Rough bezeichnet, ein Golfschlag ist dann oft gar nicht mehr möglich.
Der Übergangsbereich zwischen Fairway und Rough ist das Semirough. Es wird regelmäßig gemäht, aber das Gras steht höher als auf dem Fairway, sodass leicht verzogene Bälle von ihm aufgehalten und in einigermaßen spielbarer Lage aufgefunden werden. In seltenen Fällen gibt es zwei Semirough-Bereiche zwischen Fairway und Rough. Diese werden auch „first cut“ und „second cut“ genannt, wobei der „first cut“ eine Schnitthöhe zwischen Fairway und „second cut“ aufweist.
Je nach Art des Rough kann es sehr schwer bis unmöglich sein, einen dorthin geschlagenen Ball wiederzufinden. Da die Golfregeln bis zu drei Minuten Suchzeit erlauben und die meisten Spieler mehrmals pro Runde von der Spielbahn abkommen, kann üppiges Rough das Spieltempo enorm verlangsamen. Das verringert wiederum die mögliche Anzahl an Spielern und somit die Einnahmen pro Zeitspanne. Aus diesem Grund gehen kommerziell orientierte Golfplatzbetreiber vermehrt dazu über, das Rough häufig zu mähen oder sogar ganz abzuschaffen. Der Sicherheitspuffer kann in solchen Fällen über Aufschüttungsmaßnahmen entlang der Fairways realisiert werden.
Das Rough macht etwa 70 % der Gesamtfläche eines Golfplatzes aus.

### Bunker

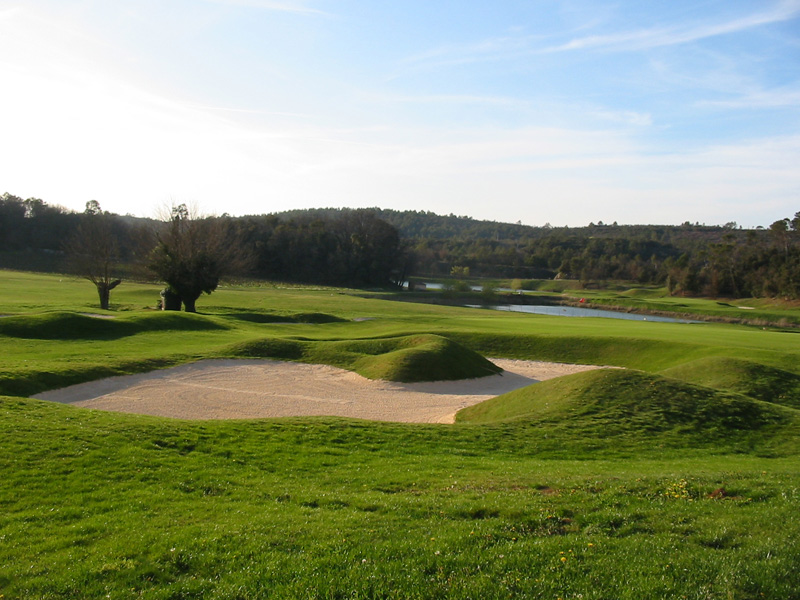
Grünbunker am 18. Grün des Golfplatzes Barbaroux, Südfrankreich

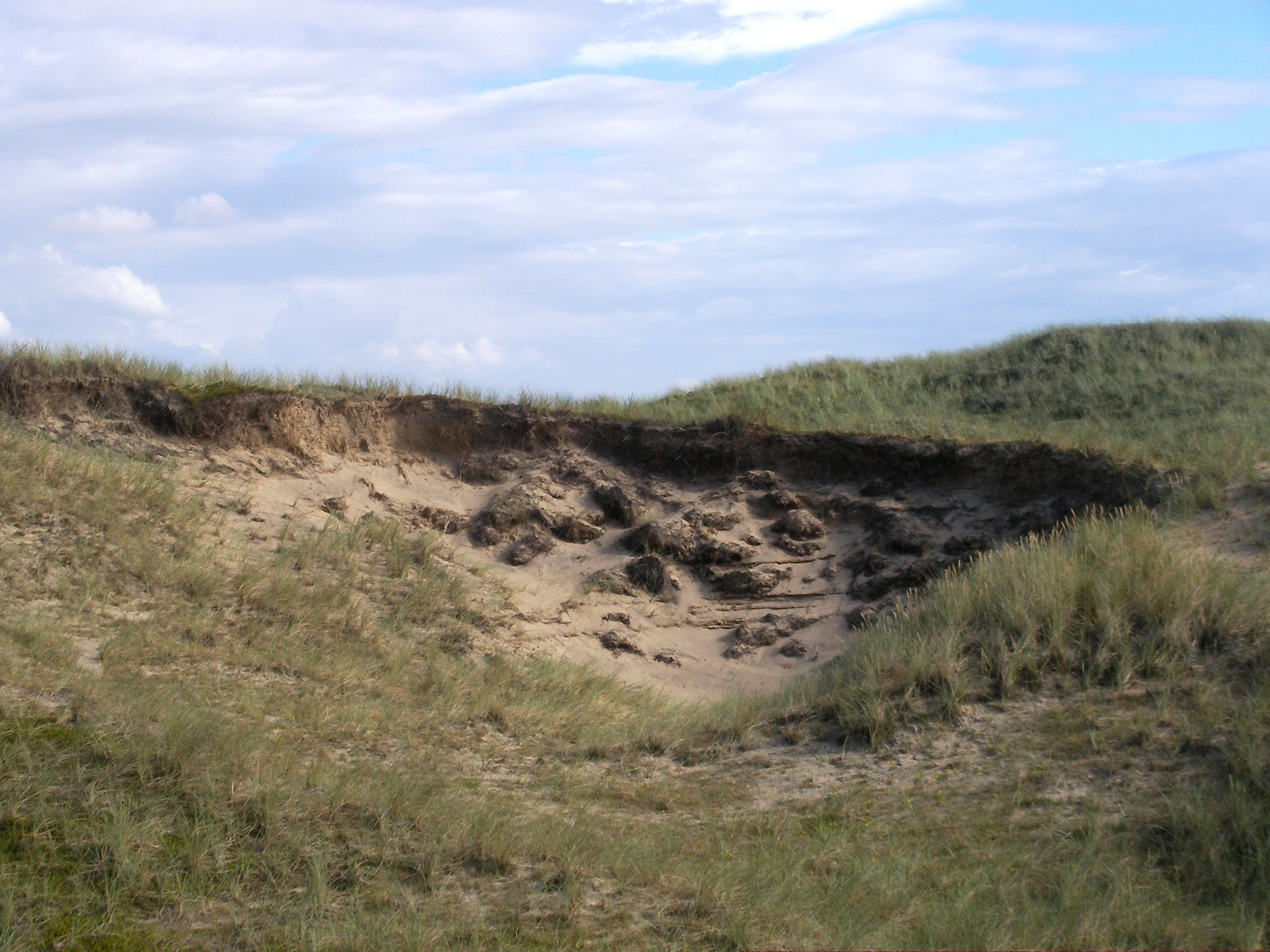
Düne mit natürlicher Sandkuhle

Ein Bunker ist eine Grube, die in der Regel mit Sand gefüllt ist und in den Golfregeln den Sonderstatus eines Hindernisses hat. Schläge aus einem Hindernis sind aufgrund regeltechnischer Erschwernisse besonders für durchschnittliche Spieler und Anfänger sehr anspruchsvoll. Nachdem der Ball aus dem Bunker herausgeschlagen wurde, müssen die entstandenen Unebenheiten mit einer bereitliegenden Harke wieder eingeebnet werden.
Historisch entwickelten sich die Bunker aus natürlichen Sandkuhlen innerhalb der Dünenlandschaften, die als Links-Plätze die ersten Golfplätze beherbergten. Durch Winderosion und Schutz suchende Tiere wurden sie ausgehöhlt und blieben weitgehend frei von Vegetation. Weil Bunker aber spielstrategisch von Bedeutung sind und jeden Golfplatz interessanter machen, findet man sie heute auf jedem Golfplatz.
Mit Gras bewachsene Vertiefungen oder solche ohne Bewuchs werden oft Grasbunker genannt, sind jedoch keine Bunker im Sinne der Golfregeln, sondern normales Gelände. Außerdem gibt es, gerade in Wüstenregionen, große Sandflächen, die in den Platzregeln ebenfalls nicht als Bunker, sondern als „Waste Area“ ausgezeichnet sind.
Fairwaybunker sind auf dem Fairway angeordnet und liegen auf Höhe der Schlaglänge besserer Spieler. Sie haben meist eine flache Kante (auch Lippe genannt), da man aus ihnen einen langen, relativ flachen Schlag ausführen muss.
Grünbunker liegen direkt vor, neben oder hinter dem Grün, um dessen Anspiel zu erschweren, d. h. das Grün zu verteidigen. Sie sind üblicherweise tiefer als Fairwaybunker, sodass hier ein kurzer, hoher Schlag gefordert wird.
Um es zu erschweren, den Ball aus dem Bunker herauszuspielen, ist die in Spielrichtung liegende Kante oft hochgezogen, manchmal so hoch, dass der Blick auf das Grün versperrt ist. Besonders gefürchtet sind die sogenannten Topfbunker, die tief und eng sind und deren Grund oft nur über eine Treppe oder Leiter zu erreichen ist. Eine alte schottische Redensart besagt, dass in einem Bunker nur genug Platz für einen verärgerten Mann und sein Niblick (Vorläufer des 9er Eisen) sein muss.
Anhänger der bestrafenden Designphilosophie platzierten Bunker gerne in der Fairway-Mitte, also genau auf der Ideallinie. Die heutigen Golfarchitekten gehen aber eher strategisch vor. Der Spieler soll möglichst oft mehrere Optionen haben: hohes Risiko auf dem direkten Weg oder geringes Risiko auf einem längeren Weg in Richtung Grün. Bunker sind dann ein probates Mittel, um dieses Risiko-Nutzen-Verhältnis zu variieren.
Als Bunkersand wird meist ein heller Quarzsand verwendet, der schon von Weitem leuchtet. Auf besonders anspruchsvollen Golfplätzen wird aber auch zerstoßener Marmor ausgebracht. Unter dem Sand liegt häufig eine Drainage, die stehendes Wasser im Bunker ableiten soll.

### Wasserhindernis

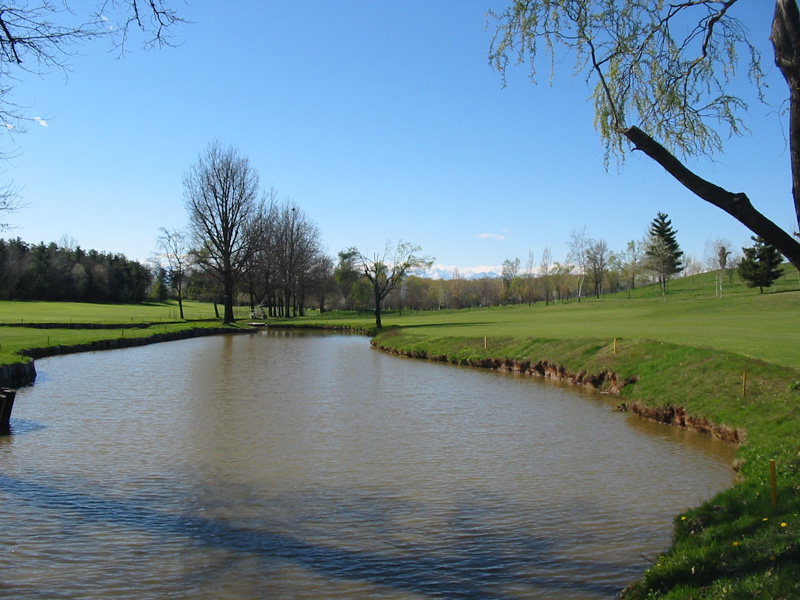
Wasserhindernis auf dem Golfplatz La Margherita, Carmagnola, Italien, abgesteckt mit gelben Pfosten

Das Wasserhindernis ist ein Hindernis im Sinne der Golfregeln. Es handelt sich dabei um ein abgestecktes Areal, wobei die Begrenzungspfosten entweder gelb (frontales Wasserhindernis) oder rot (seitliches Wasserhindernis) eingefärbt sind. Typischerweise, aber nicht zwingend, enthält das Areal eine Uferzone und Wasser. Dabei tritt das Wasser in Form eines Sees oder eines Bachlaufes auf, die zu bestimmten Jahreszeiten auch austrocknen können.
Wie beim Bunker gelten auch hier regeltechnische Erschwernisse beim Schlag, in vielen Fällen muss der Ball jedoch von vornherein aufgegeben werden, weil er „nass“ (im Wasser) ist. Aus diesem Grund fürchten Profispieler die Wasserhindernisse mehr als Amateure, da sehr gute Spieler aus fast allen Lagen einen passablen Rettungsschlag anbringen können, nicht jedoch wenn der Ball im Wasser versunken ist. Aufgrund dieses hohen Risikofaktors versuchen Golfer immer einen gewissen Abstand zu einem Wasserhindernis zu wahren, sodass diese auch hervorragende Sicherheitspuffer abgeben.
Künstlich angelegte Seen dienen einem Golfplatz auch als Wasserreservoir. Verteilt man einige dieser Reservoirs gleichmäßig über das Gelände, so ergeben sich beim Bau eines Bewässerungssystems kurze Wege für die unterirdisch zu verlegenden Schläuche oder Rohre.
Wasserhindernisse stellen auch eine Einnahmequelle für Golfballtaucher dar. Durch Ablassen der Teiche oder mit Hilfe einer Tauchausrüstung, in seltenen Fällen auch mit Hilfe unterhalb der Wasseroberfläche gespannter Netze lassen sich verschlagene Bälle bergen.

### Häufige Maße
Aufgrund mehrerer Faktoren ergibt sich zufällig im metrischen System die Distanz von 30 Metern als Richtwert für die Anlage eines Golfplatzes. So sind die Grüns in Spielrichtung durchschnittlich etwa 30 Meter lang, die Fairways sind etwa 30 Meter breit und die Sicherheitsabstände zwischen zwei Fairways betragen im Normalfall häufig ebenfalls etwa 30 Meter. Der idealisierte männliche Golfer mit Handicap Null, als Planungsgrundlage für den Golfplatz, schlägt seinen Ball vom Tee mit dem Driver bei durchschnittlichen Platz- und Witterungsverhältnissen 230 Meter weit, weshalb hier (unter Hinzurechnung von zwei Putts) die Grenze zwischen Par 3 und Par 4 Löchern liegt. Vom Fairway kann er bis zu 200 Meter weit schlagen, weshalb die Distanz von 430 Metern die Grenze zwischen Par 4 und Par 5 Löchern markiert. Dementsprechend müsste die nicht festgelegte Grenze zwischen Par 5 und den sehr seltenen, neueren, nicht traditionellen Par 6 Löchern bei 630 Metern liegen. Auch sollte sich die Knickstelle der Spiellinie eines Hundebeins (Dogleg) auf einem fair angelegten Meisterschaftsplatz nach etwa 230 Meter befinden.

## Typisierung
Man kann die Plätze anhand der vorherrschenden Charakteristika in die folgenden Typen einteilen:
- Links: die traditionelle Art – an der Küste gelegen –, die sich über Jahrhunderte auf den Britischen Inseln entwickelt hat. Hauptmerkmale sind Sandboden, Dünen und Ginster. Ein typischer Platz ist der Royal County Down Golf Club in Nordirland.
- Faux Links oder Inland Links: ein oft im Inland gelegener Platz der einen traditionellen Linkscourse zu imitieren versucht. Of unterscheiden sich diese Plätze von echten Links durch weniger sandige Böden, andere Grassorten und weniger Wind und weisen somit auch andere Spieleigenschaften auf. Ein typischer Platz ist der Yas Links in Abu Dhabi.
- Parkland: typische Binnenland-Kurse, die oft auf ehemaligen (Schloss-)Parkanlagen oder Agrarland errichtet wurden, mit gepflegten Fairways aus Rasen (darunter fast immer Lehmboden) und reichem, meist altem Baumbestand. Teiche und etwas seltener Flüsse sind ebenfalls charakteristisch. Dieser Typus ist der bei Weitem häufigste, da sich fast überall geeignetes Gelände für Parkland-Kurse findet. Ein typischer Platz ist der Augusta National Golf Club in den USA.
- Heideland (engl. Heathland Course): ein relativ offener, weniger getrimmter Platz mit linksähnlichem Sandboden und eher Buschwuchs (Heidekraut) als Baumbestand (Kiefer, Birke). Allgemein wird dieses Terrain als zweitbeste Wahl nach Linksland angesehen, die meisten derartigen Gebiete stehen jedoch unter Naturschutz, sodass kaum Zuwachs an Heideplätzen zu erwarten ist. Ein typischer Platz ist der Sunningdale Golf Club in England.
- Moorland: im Hochmoor ist der Boden (sauer) und der Bewuchs (karg) dem Heideland sehr ähnlich, es ist aber höher gelegen und mehr Niederschlägen ausgesetzt. Bäume sind hier noch seltener anzutreffen, dementsprechend spielt der Wind auf diesen Plätzen (die meisten davon in Nordengland und Schottland) eine große Rolle. Moorboden entwässert sehr schlecht, da der Grund für die Moorbildung gerade eine undurchlässige Unterbodenschicht (z. B. Granit) ist. Ein typischer Platz ist der Gleneagles Golf Club in Schottland.
- Downland: ein nur in Großbritannien vorkommender Typus ist der Downland-Course. Dabei handelt es sich um kalk- und kreidehaltigen Boden, der ähnliche Spieleigenschaften aufweist wie der Heideboden, jedoch aufgrund seiner lehmigen Konsistenz schlechter drainiert (siehe beispielsweise Südenglische Kreideformation). Ein typischer Platz ist der Goodwood Golf Club in England.
- Wüstenplatz (engl. Desert Course): eine neuartige Entwicklung, vor allem in Australien, den USA und der arabischen Welt zu finden. Hier gibt es kein Rough, die Fairways gehen direkt in die Wüste über. Diese Kurse erfordern starke Bewässerung und sind deshalb ökologisch umstritten. Sie widersprechen auch dem traditionellen Gedanken, dass Golfplätze sich harmonisch und ohne größere Eingriffe in die Natur einfügen sollten. Nichtsdestoweniger ist diese Art von Wüstenplätzen bei vielen Golfspielern beliebt, da sie optisch sehr reizvoll sein können. Ein typischer Platz ist der Troon North Golf Club.
- Gebirgsplatz (engl. Mountain Course): Hier handelt es sich teilweise um einen Marketingbegriff. Ein Mountain Course ist ein Golfplatz im Gebirge, grundsätzlich handelt es sich aber in den meisten Fällen um einen Parkland-Kurs vor attraktiver Bergkulisse. Eine gewisse Eigenständigkeit ergibt sich jedoch in Höhenlagen ab ca. 1500 Meter, da dann die Bälle aufgrund des geringeren Luftwiderstands weiter fliegen. Aufgrund der vorherrschenden Topographie entstehen im Gebirge oft enge, kurze und sehr hügelige Golfplätze. Ein typischer Platz ist der Banff Springs Golf Club in Kanada.
- Clifftop: ein Küstenplatz der, anders als ein Linkscourse, nicht in Dünenlandschaft liegt, sondern felsigen Klippen. Oft sind diese Plätze auch weniger sandig als Linkplätze und besitzen dadurch auch andere Spieleigenschaften. Ein typischer Platz ist der Old Head of Kinsale Golf Club in Irland.
- Schneegolf: ein weiterer neuartiger Typus, der auf gewalzten Schneeflächen, oft auch auf zugefrorenen Seen, mit orangefarbenen oder anderen leuchtend-bunten Golfbällen gespielt wird. Die Eisgolf-Weltmeisterschaft findet seit 1999 alljährlich in Uummannaq in Grönland statt.

## Übungsbereich
Auf vielen Golfanlagen gibt es neben den eigentlichen Spielbahnen auch ein Übungsareal, das der Verbesserung der verschiedenen Spieltechniken dient.

### Driving Range

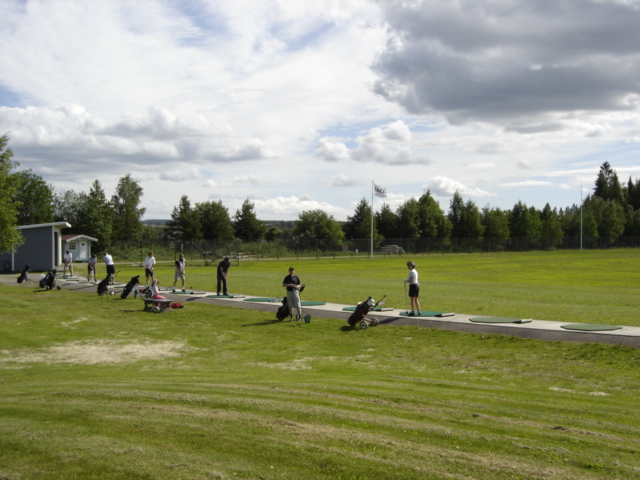
Übende Golfer auf der Driving Range des Golfplatzes Timrå, Schweden

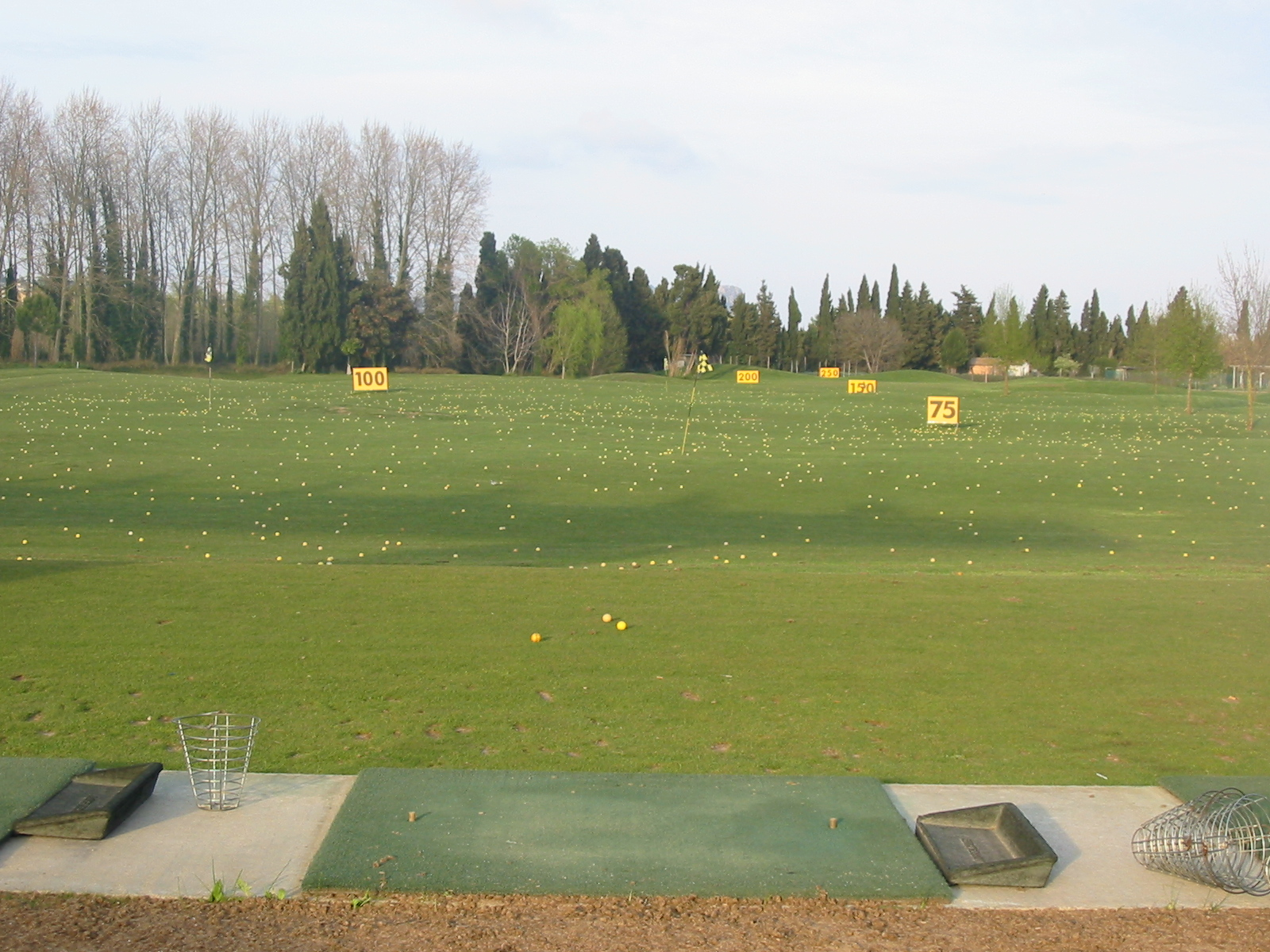
Abschlagsmatte aus Sicht des Golfers, Gualta Golf Driving Range, Spanien

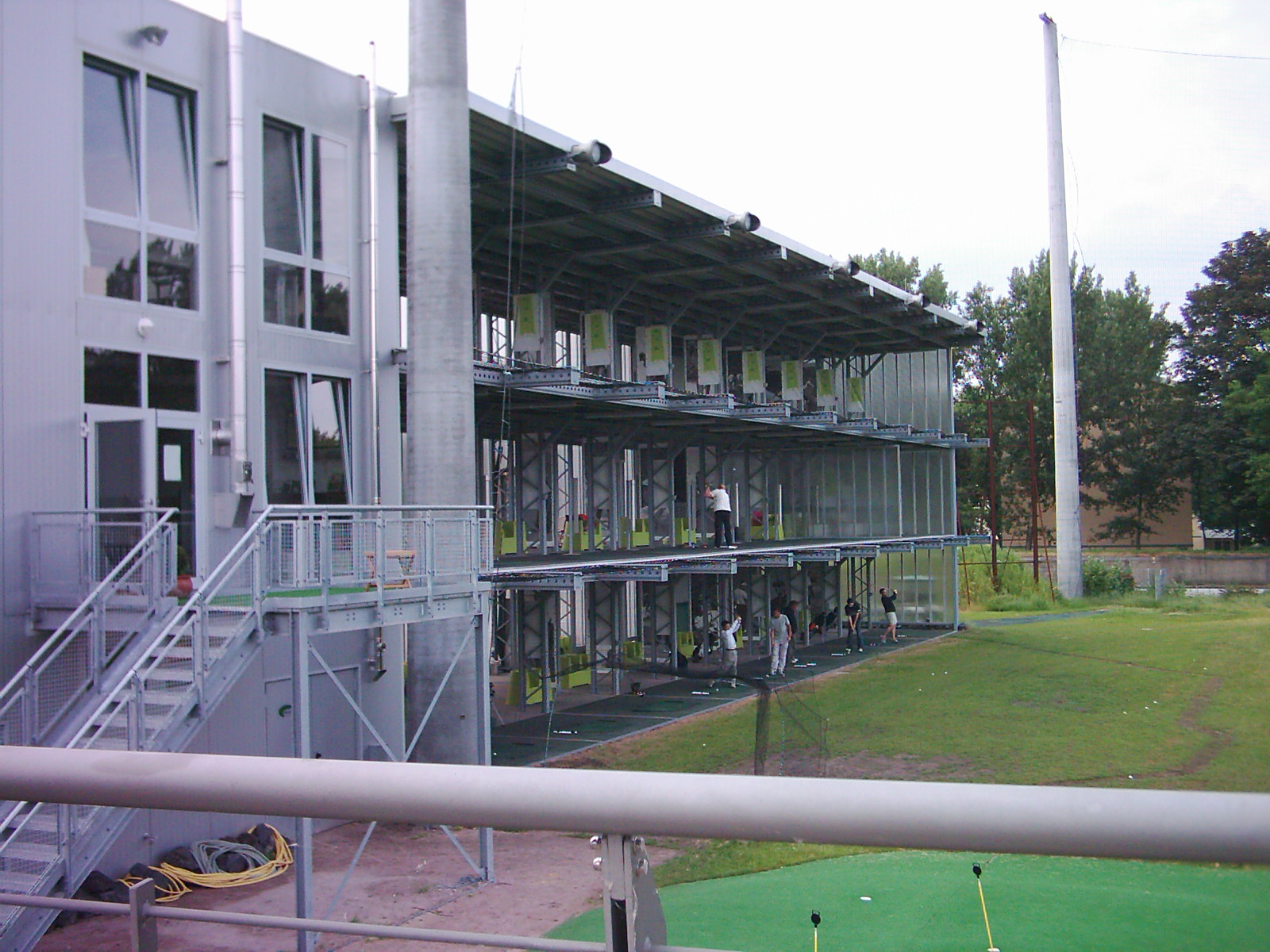
Driving Range (Golf Lounge) mit 3 Etagen in Hamburg-Rothenburgsort

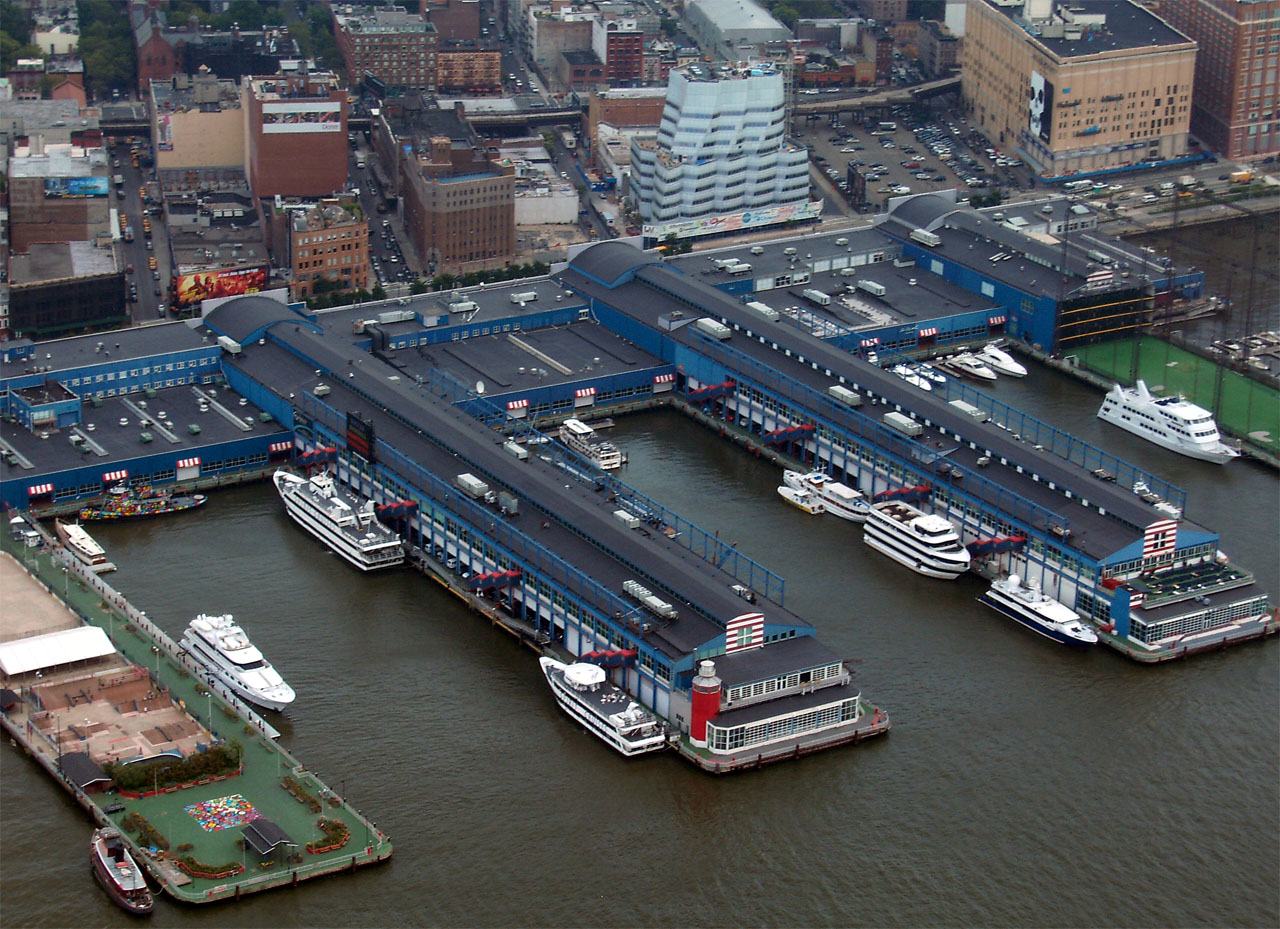
Chelsea Piers in New York mit Driving Range (Golf Lounge) mit 4 Etagen (Pier am rechten Bildrand)

Hier handelt es sich um eine große Wiese, auf der mittlere und längere Schläge geübt werden. Diese Rasenfläche ist bei einseitiger Nutzung mindestens 220 m lang und 100 Meter breit und verbreitert sich aus Sicherheitsgründen häufig in Richtung der den Abschlägen gegenüberliegenden Seite. Bei Driving Ranges mit geringeren Maßen befinden sich an den entsprechenden Rändern hohe Maschendrähte oder Netze, die die Bälle abfangen. Diese Platz sparenden Anlagen werden auch Golf Lounge genannt und zum Beispiel an Häfen oder auf Piers errichtet, wie in Hamburg-Rothenburgsort oder auf den Chelsea Piers in New York.
Mehrere Abschlagsplätze sind nebeneinander aufgereiht und alle Trainierenden schlagen aus Sicherheitsgründen in dieselbe Richtung. Bei besonders großen Driving Ranges gibt es auf der gegenüberliegenden Seite nochmals eine Reihe von Abschlagsplätzen, dafür ist aber ein Abstand von mindestens 300 Metern erforderlich, damit niemand durch fliegende Bälle gefährdet wird.
Bei den Abschlagsflächen wird unterschieden zwischen Grasabschlägen (die also den Abschlägen auf dem Golfplatz ähneln) und Mattenabschlägen. Letztere erfreuen sich bei den Golfern geringerer Beliebtheit, sind jedoch deutlich widerstandsfähiger und somit günstiger im Unterhalt. Die Abschlagsmatten sind aus einem Kunststoff, der die Eigenschaften des Fairways imitieren soll. Da man kein Tee in die Matte stecken kann, ist zumeist ein elastischer Kunststoffzylinder integriert, der in seltenen Fällen auch in der Höhe variiert werden kann. Neben den Abschlagsplätzen gibt es gelegentlich auch einen flachen Bunker, in dem die langen Schläge aus einem Fairwaybunker geübt werden können.
Die meisten Driving Ranges verfügen darüber hinaus über Abschlagsplätze in Hütten, die vor Regen und starkem Wind schützen. In manchen Abschlagshütten sind Beleuchtung und Infrarotstrahler angebracht. Dies sind meist ganzjährig geöffnete Drivingranges, die man auch bei Schnee benutzen kann. In Großstädten im Ausland gibt es Abschlagsanlagen mit bis zu vier Etagen.
Die einzelnen Abschlagsplätze in den Hütten haben in der Regel eine Breite von 2,5 m, eine Höhe von 3 m und sind 3 - 4 m tief. Die Abschlagflächen selbst sind meist ca. 2 m × 2 m groß. Außerdem dienen die Hütten den Golflehrern zur Installation von Videosystemen, die gelegentlich beim Unterricht eingesetzt werden. Die Abschläge dürfen nur von hinten betreten werden, da das Entlanglaufen vor den Abschlägen lebensgefährlich ist. Golfbälle können unmittelbar nach dem Schlag bis zu 300 km/h schnell fliegen und würden dann beim Auftreffen auf den Kopf vermutlich zum Tod führen.
Normalerweise befindet sich auf einer Driving Range auch ein Ballautomat, der gegen Münzeinwurf oder Abbuchung von einer Prepaid-Karte einen Eimer Bälle ausgibt. Der Golfer kann sie dann übungsweise in die Unendlichkeit oder auf bestimmte Ziele (Fahnen, Grüns) schlagen. Diese Bälle sind aus Kostengründen oft von minderer Qualität und werden Rangebälle genannt. Um Diebstahl vorzubeugen, sind sie mit einem horizontalen Ringaufdruck oder der Aufschrift „Range“ bzw. „Practice“ versehen.
Die auf der Übungswiese liegenden Bälle werden einmal täglich (auf stark frequentierten Anlagen auch mehrmals täglich) durch eine Ballsammelmaschine geborgen, gewaschen und wieder in den Ballautomaten gegeben. Die Maschine wird meistens von einem alten, abgemeldeten PKW mit vergitterten Fenstern, die die Bälle abfangen, gezogen. Um Verletzungen vorzubeugen, ist das Betreten der Grünfläche, etwa zum Zweck des Wiedereinsammelns von Bällen immer durch den Betreiber untersagt. Die Mitnahme oder das Spielen mit Rangebällen auf dem Golfplatz ist verboten und wird, neben den üblichen strafrechtlichen Konsequenzen bei Diebstahl, mit Platzverbot bestraft.

### Chipping oder Pitching Grün
Das sind Grüns, zumeist umgeben von Bunkern, an denen die kurzen Schläge (unter 50 Meter) geübt werden. Auf diesen Grüns befinden sich mehrere Fahnen mit Löchern, sodass jeder Übende sein eigenes Ziel anvisieren kann. Im Gegensatz zur Driving Range darf man hier die Bälle wieder aufsammeln, da durch die kurzen Schläge eine wesentlich geringere Verletzungsgefahr besteht. Auf den Übungsgrüns setzen Golfer oft ihre eigenen Bälle ein, da diese eine höhere Qualität aufweisen als die Rangebälle.

### Putting-Grün

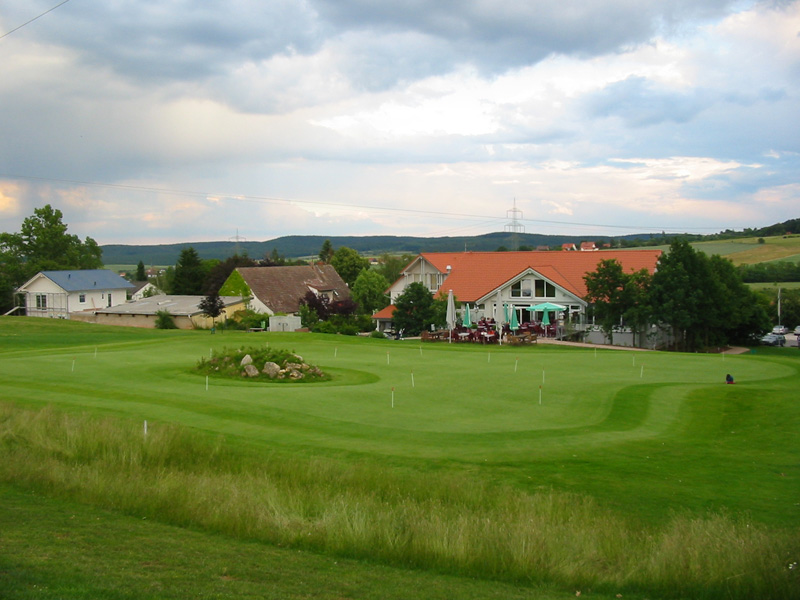
Putting-Grün, Golfplatz am Donnersberg, Imsbach

Das ist ein Übungsgrün, das denselben Pflegestandard und möglichst dieselben Spieleigenschaften aufweisen soll wie die Grüns auf dem Platz, sodass hier das Putten geübt werden kann. Zu diesem Zweck existiert eine Reihe von Löchern mit kleinen, stilisierten Fahnen, die wie die großen Fahnen auf dem Golfplatz durchnummeriert sind. Verschiedene Breaks ermöglichen, ein breites Spektrum an Putt-Situationen zu simulieren.

### Kurzplatz
Hier handelt es sich im Prinzip um die Miniaturausgabe eines vollwertigen Golfplatzes. Typischerweise sind die Spielbahnen zwischen 50 und 100 Meter lange Par 3 Löcher. Da diese Golfplätze nicht die Kriterien erfüllen, um ein offizielles Rating zu erhalten, können auf ihnen keine Turniere gespielt werden, sie dienen also reinen Übungszwecken. Es gibt auch längere Kurzplätze, sogar mit Par 4 Löchern, jedoch werden diese in der Regel als vollwertige Golfplätze betrieben und haben dementsprechend offizielle Course-Rating-und-Slope-Werte.

## Ökologische Aspekte

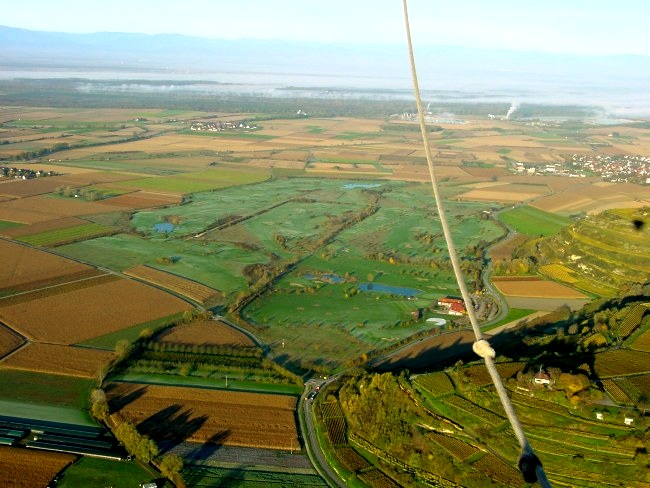
Luftbild vom Golfplatz am Tuniberg bei Freiburg. Vor dem Anlegen des Golfplatzes gab es hier nur Maisfelder.

Je nach Standortwahl, Bauweise und Art der kontinuierlichen Pflegemaßnahmen kann die Ökobilanz eines Golfplatzes positiv oder negativ sein. Am einen Ende der Skala befinden sich Golfplätze mit einer derart konsequenten ökologischen Ausrichtung, dass sie in Deutschland sogar in Naturparks genehmigt und mit Umweltpreisen ausgezeichnet wurden. Der Deutsche Golfverband bietet eine dezidierte ökologische Beratung für Golfplatzbetreiber an und hat im Jahr 2005 mit dem Projekt „Golf und Natur“ ein langfristig angelegtes Umweltkonzept für Golfplätze vorgestellt.
Das andere Extrem sind Golfplätze in Gebieten, wo sie einen ökologischen Fremdkörper darstellen und durch hohen Ressourcenverbrauch (Anzapfen des Grundwassers), Einführung nicht endemischer Biomasse (Sportrasen, Düngemittel) und den Einsatz von Pestiziden das ökologische Gleichgewicht gefährden. Insbesondere in Schwellenländern kann dies ein ökologisches Problem darstellen, wenn etwa für den Bau eines Golfresorts die ansässigen Kleinbauern vertrieben, die Wasserversorgung der heimischen Bevölkerung gestört oder Wälder abgeholzt werden. In den meisten Industrienationen gelten hingegen strenge Auflagen für den Bau von Golfplätzen.

### Flächenverbrauch
Für einen 18-Loch-Platz inklusive infrastruktureller Einrichtungen bestand über Jahrzehnte der Flächenrichtwert von 50 ha. In neuerer Zeit werden ungefähr 60 bis 80 ha an Fläche benötigt. Jedoch ist zu bedenken, dass etwa drei Viertel dieser Fläche naturbelassenes Rough sind. Wurde das Areal vorher einer landwirtschaftlichen Intensivnutzung unterzogen oder lautet die Alternative zum Golfplatzbau die Erschließung eines Gewerbe- oder Wohngebietes, so ergibt sich fast immer eine positive Ökobilanz für den Golfplatz. In einigen Fällen kam es durch den Bau eines Golfplatzes zu einer Renaturierung. Beispielsweise liegt ein Teil des Golfplatzes Altenhof bei Eckernförde in einer ehemaligen Kiesgrube, die heute wieder eine ortstypische Vegetation aufweist. Beim Ausbau des Golfclubs Emstal wurde unter der flach planierten landwirtschaftlichen Nutzfläche der originäre Heideboden freigelegt und das Areal weitgehend in seinen ursprünglichen Zustand zurückversetzt: „Entstanden ist letztendlich ein Golfplatz, der hervorragend und harmonisch in die Landschaft des Emstales eingebunden ist. Dort, wo bis vor einem Jahr auf einer Fläche von 50 Hektar trostlose, intensiv bewirtschaftete Maisäcker dominierten, ist innerhalb weniger Monate ein Gelände entstanden, das Vorbildcharakter für die Integration einer Freizeitanlage in eine schutzwürdige Landschaft hat.“

### Wasserverbrauch
Die eigentliche Spielfläche (Grüns, Abschläge, Fairways) muss während Trockenperioden beregnet werden. Da eine manuelle Sprengung des Rasens aufgrund der großen Fläche nicht durchführbar ist, wird auf Golfplätzen meist ein Bewässerungssystem installiert. Moderne Anlagen minimieren dabei den Wasserverbrauch durch den Einsatz spezieller Sprinklerköpfe, Anbindung an Wettersatelliten und eine zentrale Steuerung. Das versickernde Wasser (insbesondere das Regenwasser) wird von einem unterirdischen Drainagesystem aufgefangen und zurück in die Wasserreservoirs geleitet (die spieltechnisch oft eine Doppelnutzung als Wasserhindernisse erfahren). Der Wasserverbrauch für einen 18-Loch-Platz in Mitteleuropa, der während der Sommermonate gewässert werden muss, liegt typischerweise bei etwa 35.000 m³ pro Jahr.
Im ökologischen Idealfall kommt ein Golfplatz mit Oberflächenwasser aus, weil es häufig regnet oder ein Fluss in der Nähe ins Meer mündet, sodass ihm gefahrlos Wasser entnommen werden kann. Die nächstbeste Möglichkeit ist die Zuleitung von Brackwasser oder entsalztem Meerwasser, sodann der Ankauf von Trinkwasser und letztendlich die Anzapfung des Grundwassers. Ein Problem kann auch durch effiziente Drainagen entstehen, wenn diese große Mengen an versickertem Wasser ableiten, das sonst dem Grundwasser zugeführt würde.
Eine herausragende Rolle wird nach Meinung vieler Experten in Zukunft die Verwendung von Klärwasser spielen. Das Abwasser von Industrie und Haushalten wird in Kläranlagen nur von den schädlichsten Stoffen gereinigt, sodass es am Ende keine Trinkwasserqualität erreicht und in Flüsse oder andere Gewässer eingeleitet werden muss. Nutzt man dieses Wasser jedoch zur Bewässerung von Golfplätzen, so wird es beim Einsickern gereinigt und kommt dem Grundwasser zugute. Die dichten Rasensorten und qualitativ hochwertigen Böden, die auf Golfplätzen verwendet werden, gehören zu den besten Filtrierungssystemen für verschmutztes Wasser.
Weiterhin kommen immer wieder neue Grassorten auf den Markt, die neben besseren Spiel- und Pflegeeigenschaften oft auch im Hinblick auf geringen Wasserverbrauch (Bermudagras) oder Meersalztoleranz (Paspalum) entwickelt wurden. Einige dieser Gräser werden im Winter braun, was Golfspieler bisweilen zu der falschen Annahme gelangen lässt, das Gras wäre tot und der Golfplatz schlecht gepflegt. Tatsächlich sind aber die Spieleigenschaften dieser Gräser zu jeder Jahreszeit identisch.

### Einsatz von Dünger und Pflanzenschutzmitteln
Es sind Fälle bekannt, wo Pflanzenschutzmittel und Kunstdünger auf Golfplätzen in einer Art „Standardrezeptur“ und quasi vorbeugend verwendet wurden. In den letzten Jahren setzte aber ein Prozess des Umdenkens ein, sodass diese Mittel heute nur noch nach Bedarf eingesetzt werden. Großteils beschränkt sich deren Einsatz auf die Grüns, bei Abschlägen und Fairways kommen Herbizide weniger oft zum Einsatz. Umweltschützer argumentieren, dass Fungizide, Herbizide und Kunstdünger ins Grundwasser und über Insekten in die Nahrungskette gelangen.
Eine Studie des Central Science Laboratory, eines Forschungsinstitutes des britischen Staates, ergab für 1994 und 1995 eine durchschnittliche Applikation von 0,4 Kilogramm auf Golfplätzen. Zum Vergleich: nicht intensiv genutztes Grasland kommt auf 0,1 Kilogramm und Anbauflächen für Getreide auf 3,8 Kilogramm (alle Mengen pro Hektar). Betrachtet man die Grüns isoliert (ca. 2 % der Fläche eines Golfplatzes), so ergibt sich allerdings eine Applikation von 15 Kilogramm. Im Vergleich dazu benötigen Kartoffeln 11,7 Kilogramm und Obstplantagen 12,5 Kilogramm im konventionellen Anbau.

### Artenvielfalt
Dort, wo der Bau eines Golfplatzes Gebiete mit sehr guter Biotopstruktur und -vernetzung zerschneidet, kommt es zu einem Rückgang von Tieren und Pflanzen, die Artenvielfalt nimmt ab. In anderen Gebieten, wo sich der Golfplatz inmitten von zersiedelten Gebieten oder stark ausgeräumten landwirtschaftlichen Flächen befindet, stellt er hingegen ein Rückzugsgebiet für Flora und Fauna dar.
Im Idealfall ergibt sich eine enge Zusammenarbeit zwischen Naturschutzbehörden, dem NABU oder BUND und den Golfplatzbetreibern mit dem für die ökologische Baubegleitung zuständigen Landschaftsarchitekten. Noch ist diese Vorgehensweise ungewöhnlich, jedoch zeigen erste Pilotprojekte, wie das auf dem Golfplatz Urloffen bei Offenburg, bereits nach wenigen Jahren signifikanten Artenzuwachs. Das reicht von gefährdeten Heuschrecken und Libellen bis hin zu Vogelarten, deren Vorkommen auf Golfplätzen vor einigen Jahren noch für unmöglich gehalten wurde. So gibt es dort oft eine stark wachsende Population des Steinkauzes und der Teichralle. Bekassine, Blaukehlchen und Weißstorch sind bislang als Nahrungsgäste häufig anzutreffen. Durch gezielte sportökologische Maßnahmen, die der Golf- und Country Club Seddiner See in Abstimmung mit den zuständigen Behörden und Institutionen durchführte, hat sich die Artenvielfalt auf dem Offengelände des Clubs seit 1991 verdreifacht. Für sein sportökologisches Qualitäts- und Umweltmanagement nach ISO 14001, das er nicht zuletzt zum Ausgleich seines enormen Wasserbedarfs (60000 bis 100000 m³ im Jahr) durchführte, erhielt der Club, der im Rahmen des Sanierungspilotprojektes Seddiner Seen eine Pelicon-Anlage zur Phosphatfällung finanziert hatte, 2009 die Urkunde Golf- und Natur in Gold vom Deutschen Golf Verband.
Außerdem gibt es einige Modellprojekte, wo „verlorene“ Gebiete (Kiesgruben, Mülldeponien) wieder für die Natur zurückgewonnen wurden. Auch hier ergibt sich die Ökobilanz also in erster Linie aus dem Standort, jedoch können vielerlei unterstützende Maßnahmen durchgeführt werden. Das reicht vom Bau eines Storchennestes bis hin zur strategischen Verteilung von herabgefallenen Ästen und abgestorbenen Pflanzen. In den Roughs können bis zu siebzig verschiedene Pflanzensorten angesiedelt werden.
Eine besonders positive Auswirkung auf die Artenvielfalt haben Wasserhindernisse. Gerade wenn sich auf dem Gelände vorher kein Gewässer befand, kommt es dadurch zu einer Verbesserung des Ökosystems. Andererseits kann es aber auch zu Überpopulationen bestimmter Arten kommen, wenn diese auf Golfplätzen vor ihren natürlichen Feinden sicher sind.